# Schmidt-Nunatakker
Die Schmidt-Nunatakker sind eine Gruppe von Nunatakkern im Norden des ostantarktischen Viktorialands. Sie ragen 17,5 km südöstlich des Governor Mountain in den Wilson Hills des Transantarktischen Gebirges auf.
Der United States Geological Survey kartierte sie anhand eigener Vermessungen und Luftaufnahmen der United States Navy aus den Jahren von 1960 bis 1963. Das Advisory Committee on Antarctic Names benannte sie 1970 nach James L. Schmidt, Flugzeugelektriker der Flugstaffel VX-6 im antarktischen Winter 1967 auf der McMurdo-Station.